# Фоторецептор
Фоторецептори су специјализовани неурони који су осетљиве на светлост и способни да претварају светлосну енергију у електричне импулсе. Постоје три типа фоторецептора код кичмењака: штапићасте ћелије („штапићи”), купасте ћелије (раније називане „чепићи”) и фотосензитивне ганглијске ћелије. Штапићасте ћелије омогућавају периферни и ноћни вид али не реагују на боје (неке врсте сисара имају само тај тип фоторецептора). Купасте ћелије омогућавају разликовање боја и централни оштар вид. Код људи штапићасте ћелије су гушће распоређене на периферији, а купасте у средишњем делу мрежњаче.